# کوشک قاضی
کوشک قاضی، روستایی از توابع بخش مرکزی شهرستان فسا در استان فارس ایران است.

## حمام کوشک قاضی
مربوط به دوره قاجار است و در شهرستان فسا، بخش مرکزی، دهستان کوشک قاضی، روستای کوشک قاضی واقع شده و با شمارهٔ ثبت ۲۶۶۵۵ به‌عنوان یکی از آثار ملی ایران به ثبت رسیده است.

## جمعیت
این روستا در دهستان کوشک قاضی قرار دارد و براساس سرشماری مرکز آمار ایران در سال ۱۳۹۵، جمعیت آن ۳۴۷۱ نفر بوده‌است.